# Kazimierz Gałecki
Kazimierz Gałecki (Junosza-Gałecki) (ur. 10 lipca 1863 w Czarnym Dunajcu, zm. 10 lipca 1941 w Krakowie) – polski prawnik, doktor praw, ostatni minister do spraw Galicji w rządzie austriackim (1918), delegat generalny rządu Polski ds. Galicji (1919–1921), wojewoda krakowski (1921–1923).

## Życiorys
Urodził się w rodzinie ziemiańskiej. Ukończył studia na Wydziale Prawa Uniwersytetu Jagiellońskiego, ze stopniem naukowym doktora (1887). W latach 1886–1889 odbył praktykę w sądach w Krakowie, następnie pracował w Prokuratorii Skarbu w Wiedniu. Od 1891 urzędnik Ministerstwa Skarbu, przechodząc do 1918 wszystkie szczeble służbowe od koncypienta do tajnego radcy. Od lipca do października 1918 r. zajmował w dwóch ostatnich rządach Przedlitawii (Rząd Maxa Hussarka i Rząd Heinricha Lammascha) stanowisko ministra ds. Galicji (formalnie ministra bez teki).
Po odzyskaniu niepodległości, od 1 stycznia do 31 marca 1919 był delegatem Polski w Wiedniu. 7 marca 1919 nominowany na stanowisko delegata generalnego rządu dla b. Królestwa Galicji i Lodomerii, przejął kompetencje namiestnika Galicji, urzędował we Lwowie. Urząd pełnił do 1 września 1921, do wejścia w życie podziału b. Królestwa Galicji i Lodomerii na województwa i likwidacji Namiestnictwa Galicji. Był przewodniczącym Obywatelskiego Komitetu Wykonawczego Obrony Państwowej we Lwowie w 1920 roku Od 1 listopada 1921 do 19 grudnia 1923 wojewoda krakowski. Zdymisjonowany w związku ze starciami policji i wojska ze strajkującymi robotnikami w listopadzie 1923 w Krakowie (tzw. powstanie krakowskie 1923), przeszedł na emeryturę. Zasiadał później w radach nadzorczych kilku spółek akcyjnych. Został pochowany na Cmentarzu Rakowickim w Krakowie (pas LD, zach.).

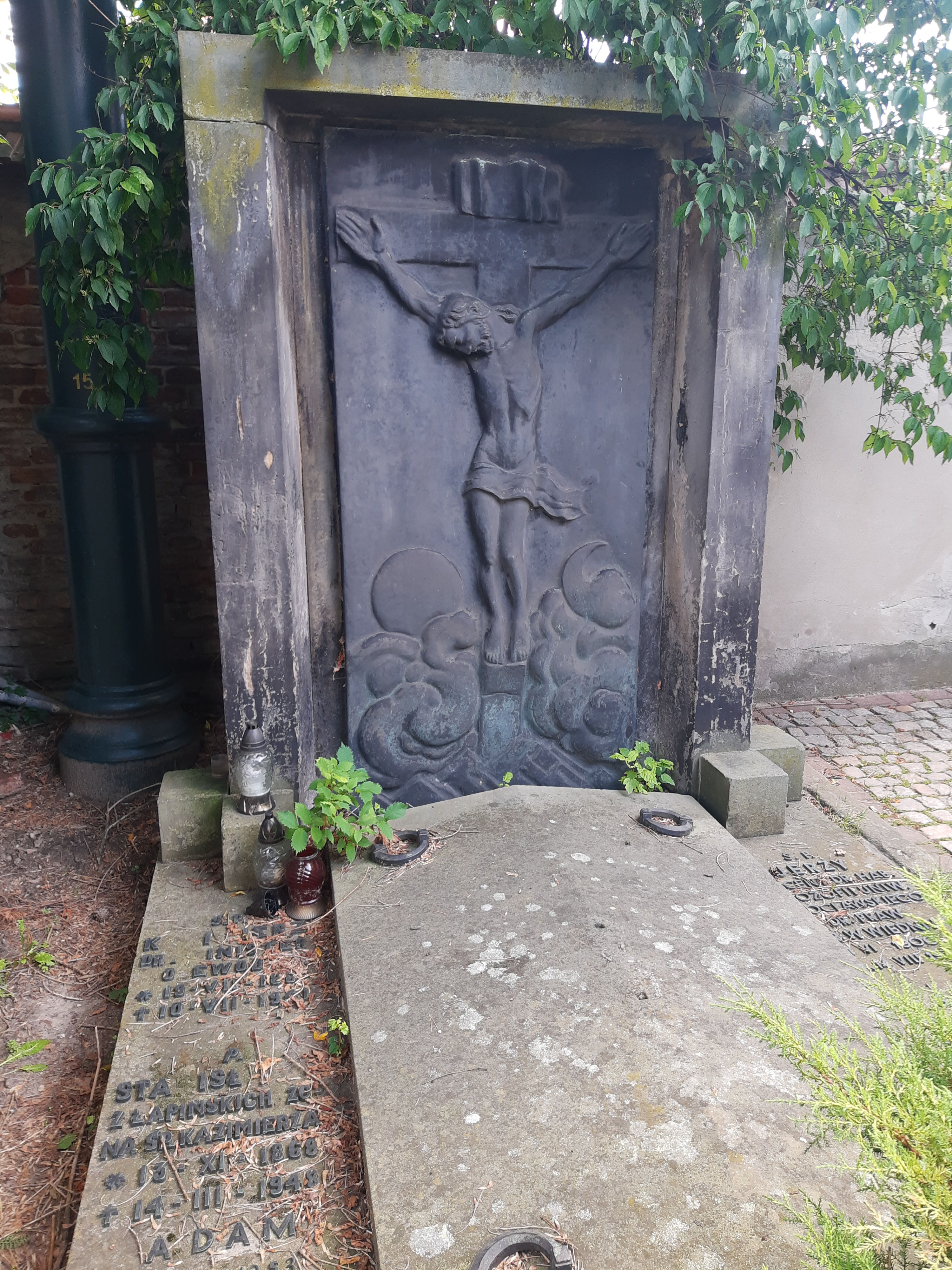
Grób Kazimierza Gałeckiego na Cmentarzu Rakowickim

## Odznaczenia i wyróżnienia
- Krzyż Komandorski z Gwiazdą Orderu Odrodzenia Polski (2 maja 1923)[4][5]
- Order Korony Żelaznej II klasy z uwolnieniem od taksy (1912, Austro-Węgry)[6][7]
- Tytuł Honorowego Obywatela Wieliczki (1909)[8]
- Tytuł Honorowego Obywatela Miasta Nowego Targu (27 lutego 1912)[9]
- Tytuł Honorowego Obywatela Podgórza (17 marca 1914)[10]
- Tytuł Honorowego Obywatela Nowego Sącza (lipiec 1914)[11]